# يوسف ضرغام الخازن
يوسف ضرغام الخازن، بطريرك أنطاكية الماروني الستون في حبرية استمرت تسع سنوات من 1733 وحتى وفاته عام 1742.
ولد في غوسطا، تزوج وأنجب طفلاً، والتحق بالسلك الكهنوتي بعد وفاة زوجته. رقاه البطريرك يعقوب العواد إلى منصب مطران فخري لغوسطا. بعد خلع البطريرك العواد، واجه المجمع البطريركي مشاكل في انتخاب الخلف، قبل أن يستطيع انتخاب الخازن في 24 فبراير 1733. والذي نال التثبيت من البابا كليمنت الثاني عشر عام 1734. اهتم البطريرك بالتعليم وأسس بين 1734 - 1735 مدرستي عينطورة في كسروان وزغرتا في طرابلس، واستقدم الرهبان اليسوعيين إلى لبان، وأسس دير مار يوسف ليكون مركزًا لهم في جبل لبنان. وتابع سياسة التحالف مع فرنسا، غدا نوفل الخازن قنصلاً فرنسيًا عامًا في بيروت خلال عهده. أهمد أحداث عهده، كان التئام المجمع اللبناني عام 1736. توفي ودفن في غوسطا عام 1742.